# Черуновка
Черуновка (каз. Черуновка) — село в Есильском районе Северо-Казахстанской области Казахстана. Входит в состав Бескудукского сельского округа. Код КАТО — 594237400.
В 2 км к северу находится озеро Жалтырколь.

## Население
В 1999 году население села составляло 559 человек (265 мужчин и 294 женщины). По данным переписи 2009 года, в селе проживало 413 человек (201 мужчина и 212 женщин).